# Jürgen Bredenkamp
Jürgen Bredenkamp (* 29. März 1939 in Hamburg) ist ein emeritierter Professor für Allgemeine Psychologie an der Universität Bonn. Seine Schwerpunkte sind die Gedächtnis-, Sprach- und Wahrnehmungspsychologie.

## Leben
Er studierte von 1958 an zunächst Jura, dann Psychologie, Physiologie und Philosophie. 1964 wurde er über die Experimentalpsychologische Analyse der Flimmerverschmelzungsfrequenz als Ermüdungsindikator an der Universität Hamburg promoviert. 1971 habilitierte er sich an der Universität Heidelberg mit einer Schrift über die Berechtigung statistischer Inferenzverfahren in der Experimentellen Allgemeinen Psychologie.

## Leistungen
Er lehrte an den Universitäten Bonn (1972), Göttingen (1972) und Trier (1980). Einen Ruf an die Bochum 1975 lehnte er ab. Von 1984 bis zu seiner Emeritierung 2004 blieb er an der Universität Bonn.
In seinen Arbeiten beschäftigt er sich mit Methodenlehre, Allgemeiner und Sozialpsychologie. Seine deduktivistische Theorie des Experiments hat zahlreiche seiner Schüler beeinflusst. In seiner späteren Forschung stehen die Themen Sprache und Gedächtnis im Vordergrund (Arbeitsgedächtnis und Versprecher; Integration verschiedener gedächtnispsychologischer Hypothesen; multinomiale Modellierung von kontrollierten, automatischen und Antworttendenz-Prozessen; Schema-Gedächtnis).
Den Rechenkünstler Gert Mittring hat er genauer untersucht und dessen außergewöhnliche Rechenfertigkeiten mit allgemeinen Prinzipien kognitiver Psychologie erklärt.
Von 1984 bis 1992 war Bredenkamp Mitglied des Fachausschusses Psychologie bei der Deutschen Forschungsgemeinschaft, von 1990 bis 1992 war er Präsident der Deutschen Gesellschaft für Psychologie, 1991 Präsident der Föderation Deutscher Psychologenvereinigungen, und von 1992 bis 1994 Vizepräsident der Deutschen Gesellschaft für Psychologie.

## Werke
- Der Signifikanztest in der psychologischen Forschung. Akademische Verlagsgesellschaft, Meisenheim 1972.
- mit W. Wippich: Lern- und Gedächtnispsychologie. 2 Bände. Kohlhammer, Stuttgart 1977.
- Theorie und Planung psychologischer Experimente. Steinkopff-Verlag, Darmstadt 1980.
- mit H. Feger (Hrsg.): Hypothesenprüfung (= Enzyklopädie der Psychologie. Themenbereich B, Methodologie und Methoden. Ser. 1, Forschungsmethoden der Psychologie. Band 5). Hogrefe, Göttingen 1983, ISBN 3-8017-0515-3.
- mit K.-M. Klein, S. von Hayn und B. Vaterrodt: Gedächtnispsychologische Untersuchungen eines Rechenkünstlers. In: Sprache und Kognition. 7, 1988, S. 69–83. (cogprints.org)
- Kognitionspsychologische Untersuchungen eines Rechenkünstlers. In: H. Feger (Hrsg.): Wissenschaft und Verantwortung. Hogrefe, Göttingen 1990, S. 47–70. (cogprints.org)
- mit K.-M. Klein: Strategien und Arbeitsgedächtnis eines Rechenkünstlers. 1996. (PDF) (Memento vom 18. Juli 2011 im Internet Archive)
- Lernen, Erinnern, Vergessen. C.H. Beck, München 1998, ISBN 3-406-43296-4.[4]